# Jacob Stainer

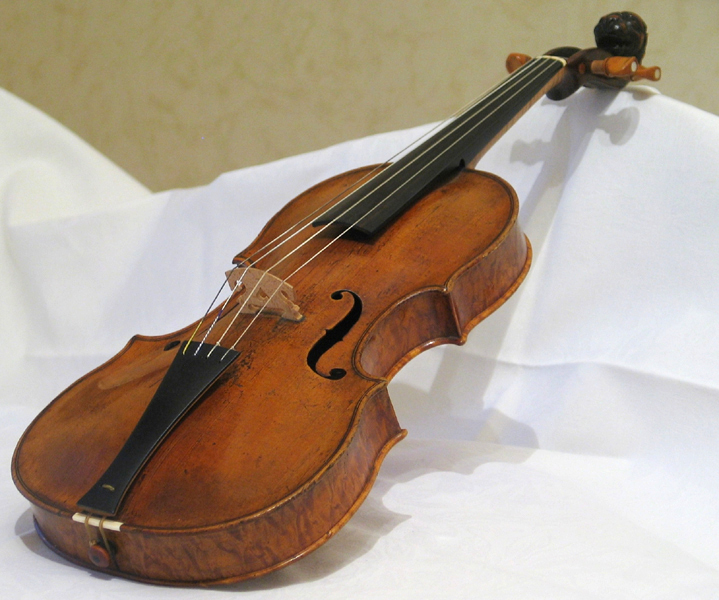
violin byggd av J. Stainer

Jacobus eller Jacob Stainer (född 1617 i Absam, död 1683) är den mest kände violintillverkaren från Österrike.